# Apogon ishigakiensis
Apogon ishigakiensis är en fiskart som beskrevs av Hitoshi Ida och Moyer, 1974. Apogon ishigakiensis ingår i släktet Apogon och familjen Apogonidae. Inga underarter finns listade i Catalogue of Life.